# Henri Legrand du Saulle
Henri Legrand du Saulle (Digione, 16 aprile 1830 – Parigi, 5 maggio 1886) è stato uno psichiatra francese.

## Biografia
Da giovane lavorò come assistente di Bénédict Morel (1809-1873) a Saint-Yon, e anche sotto Louis-Florentin Calmeil (1798-1895) presso l'asilo di Charenton. Nel 1856 divenne un medico della facoltà di medicina a Parigi. Più tardi, fu nominato medico all'Ospedale Bicêtre (in sostituzione di Prosper Lucas 1805-1885), e nel 1879 succedette a Louis Delasiauve (1804-1893) come capo medico nel dipartimento per epilettici presso l'ospedale Salpêtrière. Durante la sua carriera fu anche associato alla Prefettura di Polizia, che servì dal 1863 come médecin-adjoint di Charles Lasègue (1816-1883).
È noto per i suoi studi sul disturbo di personalità, in particolare per il lavoro pionieristico che coinvolge fobie e disturbi ossessivo-compulsivi. Svolse anche un ampio lavoro in psichiatria forense, essendo interessato agli aspetti medico-giudiziari della psicopatologia.

## Opere principali
- La folie devant les tribunaux (1864).
- Prisbelönt av Institutet, Pronostic et traitement d’épilepsie (1869).
- Le délire des persécutions (1871).
- La folie héréditaire (1873).
- Traité de médecine legale, de jurisprudence médicale et de toxicologie (1874).
- La folie du doute avec délire du toucher (1875).
- Étude médico-légale sur les épileptiques (1877).
- Étude clinique sur la peur des espaces (1878).
- Étude médico-légale sur l’interdiction des aliénés (1880).
- Les hystériques (1882).